# Birger Fiala
Birger Fiala († 2006) war ein dänischer Basketballspieler und -trainer.

## Werdegang
Der 1,80 Meter große Fiala begann im Alter von 17 Jahren mit dem Basketballsport. Er spielte für den Falcon Basketball Klub. In der Saison 1968/69 war er mit 307 erzielten Punkten der beste Korbschütze der dänischen Liga und wurde mit der Mannschaft Meisterschaftszweiter. 1970, 1972 und 1973 erreichte er mit Falcon abermals den zweiten Platz.
Fiala kam in 51 A-Länderspielen für die dänische Nationalmannschaft zum Einsatz, in denen er im Durchschnitt 9 Punkte erzielte. Sein Bestwert in einem Länderspiel waren 36 Punkte. Als Trainer führte Fiala Falcon in der dänischen Meisterschaft 1979 und 1980 auf den zweiten und 1981 sowie 1983 auf den dritten Platz.
Beim dänischen Basketballverband war er später zwölf Jahre Vorsitzender des Amateur- und Ehrenausschusses. 2006 wurde Fiala vom dänischen Basketballverband mit dem Lederpokal ausgezeichnet, ein Preis, der jährlich an eine Führungspersönlichkeit im dänischen Basketballsport geht.
Fiala war beruflich als Rechtsanwalt tätig. Er war an der Gründung des Skovbo Golfklubs beteiligt, in Angedenken an Fiala wurde auf der Anlage nach seinem Tod ein Weg nach ihm benannt. Er war verheiratet und hatte zwei Kinder.